# برينولف إنج

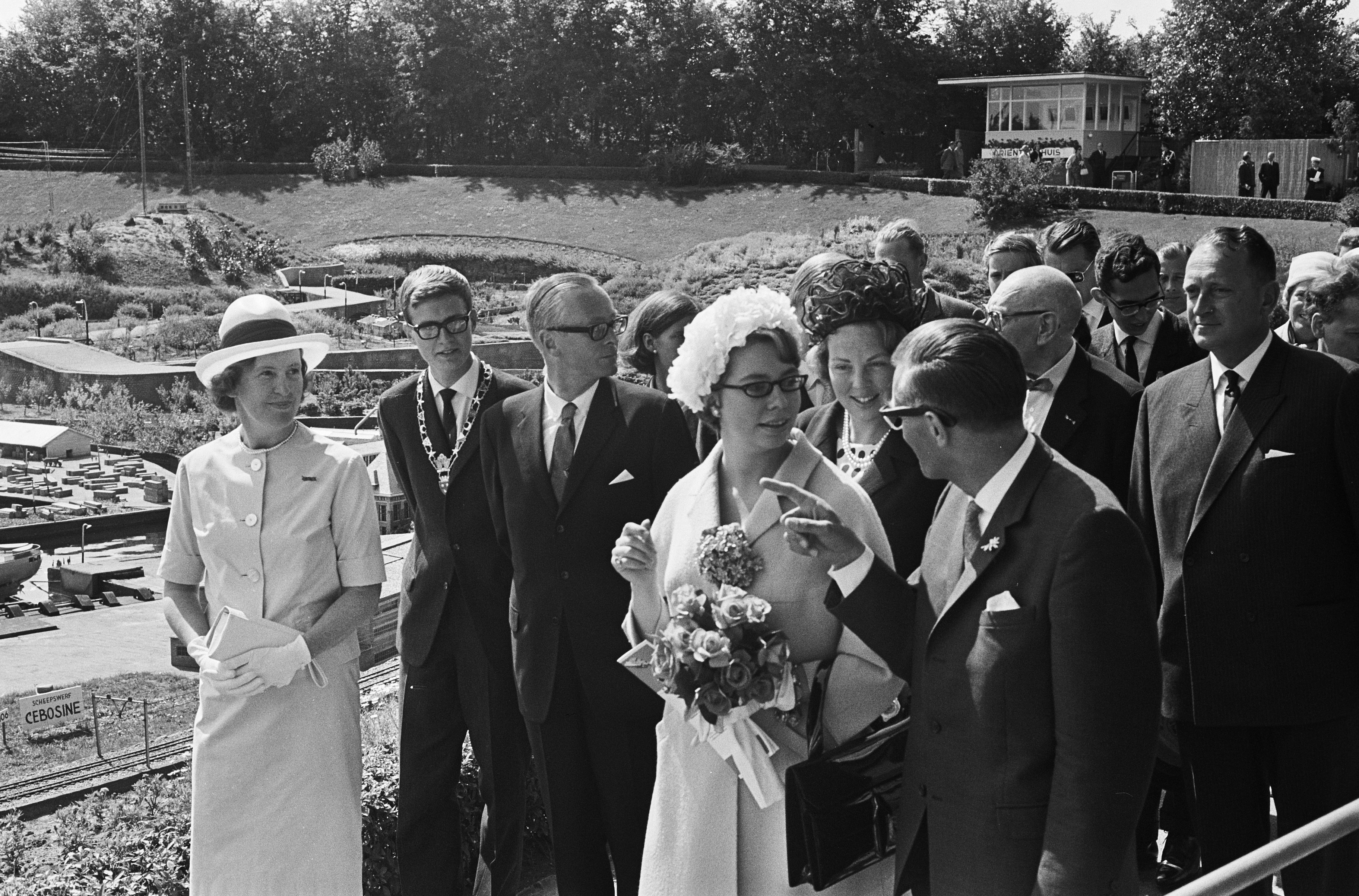
براينولف (الثالث من اليسار) مع الأميرة كريستينا والأميرة بياتريكس في لاهاي ، 15 يونيو 1964.

كارل برينولف يوليوس إنج (من 4 يوليو 1910 إلى 23 مارس 1988) كان دبلوماسيًا سويديًا. شغل منصب السفير للسويد في عدد من الدول المختلفة بين عامي 1950 و1975.

## مسيرته
وُلد في روسلاغ-برو ببلدية نورتليه بالسويد وهو ابن المخرج روبن إنج وزوجته إلسا (ني ستينستروم). اجتاز اختبار الطالب في ستوكهولم عام 1929 وحصل على درجة مرشح القانون عام 1932 قبل أن يصبح ملحقًا في وزارة الخارجية عام 1933. خدم في برلين في عام 1935، وفي موسكو في عام 1936 وكان يتولى منصب سكرتير المندوب الثاني في عام 1938. وكان القائم بأعمال السكرتير الثاني في وزارة الخارجية في ستوكهولم في عام 1939 والسكرتير الأول بالنيابة في عام 1940. وكان سكرتيرًا في العديد من المفاوضات مع الاتحاد السوفيتي في عامي 1940 و 1941، ووزيرًا وممثلًا للمفاوضات التجارية مع الدنمارك في عامي 1941 و 1942 ومع فنلندا من 1942 إلى 1944. كان المهندس آنذاك أول سكرتير مفوض في هلسنكي في عام 1944 (مؤقت في عام 1942). خدم في وارسو عام 1945 حيث كان مندوب الحكومة السويدية في حكومة الوحدة الوطنية المؤقتة في عام 1945. حصل على منصب المستشار القانوني في نفس العام، ثم شغل منصب القنصل بالنيابة في دانزيج في عام 1945. كان أول سكرتير مفوض في وارسو في عام 1946 وكان رئيسًا وممثلًا للمفاوضات مع بولندا من 1945 إلى 1947.
كان يعمل مستشارًا للمفوضية في عام 1946 بالإضافة إلى رئيس اللجنة الفنية السويدية البولندية في عام 1947 ورئيسًا لمفاوضات السكك الحديدية مع منطقة الاحتلال السوفيتي في ألمانيا من عام 1947 إلى عام 1949. خدم في الهيئة السويدية في برلين عام 1947 وكان مستشارًا للقنصل وقنصلًا عامًا في عام 1947 ، وكان يشغل منصب القنصل العام في عام 1948. كان ممثلاً لمفاوضات التجارة والدفع مع ألمانيا من 1948 إلى 1949. وكان آنذاك مبعوثًا في بوغوتا وكذلك مبعوثًا غير مقيم في مدينة بنما في عام 1950 وفي كيتو من عام 1951. كان مبعوثًا في القاهرة. وفي عام 1957، أصبح سفيراً في القاهرة وسفيرًا غير مقيم في الرياض. وفي عام 1957 أيضًا انتحر السفير الكندي بالقاهرة إ. هربرت نورمان بالقفز على مبنى كارل إنج. بعد ذلك بعامين، كان إنج سفيرًا في القاهرة ومبعوثًا في الرياض. كان سفيرا في هوج من 1961 إلى 1965 وفي روما من 1966 إلى 1973 وكذلك سفير غير مقيم في فاليتا من 1969 إلى 1973. آخر منصب لإنج قبل التقاعد كان سفيرا في موسكو وسفير غير مقيم في أولانباتار من عام 1973 إلى عام 1975.
كان إنج رئيسًا لقسم إيطاليا في المعهد السويدي في روما واللجنة الخاصة المعنية بموظفي الإدارة / علاقات منظمة الأغذية والزراعة (الفاو). وكان نائب رئيس لجنة الاستئناف التابعة لمنظمة الأغذية والزراعة والعضو الفخري لغرفة التجارة السويدية في لاهاي وجمعية المدارس السويدية في روما. كتب إنج عددًا من المقالات الصحفية في المواضيع القانونية وكذلك في الصحف الاقتصادية.

## الحياة الشخصية
في عام 1938، تزوج إنج البارونة واندا جيلينستايرن (مواليد 1917) ، ابنة البارون إريك جيلينستيرنا واندا هنريكسون.  تطلقوا وتزوج من أنيليس بيدرسن (مواليد 1916) ، ابنة آيدج بيدرسن وآنا لوتنبرجر. ولديه أبناء وهم بيتر (مواليد 1946) ، كاميلا (مواليد 1948) ومونيكا (مواليد 1950). 